# Disgrâce (roman)
Pour les articles homonymes, voir Disgrâce.
Disgrâce (titre original (en) Disgrace) est un roman de John Maxwell Coetzee, publié en anglais en 1999 et traduit en français en 2001. Disgrâce a reçu le prestigieux prix Booker en 1999 et est largement considéré comme un chef-d'œuvre de la littérature contemporaine.

## Personnages
- David Lurie : professeur universitaire à l'université du Cap. Marié et divorcé deux fois, il a une fille. Il perd son emploi après avoir eu une liaison avec l'une de ses élèves et trouve refuge chez sa fille.

- Lucy Lurie : elle est une femme à l'allure indépendante, lesbienne et fraîchement séparée de sa compagne. Lucy est aussi la fille de David Lurie et vit seule dans une ferme. Elle gagne sa vie en vendant ses récoltes au marché et en faisant du gardiennage de chiens de garde. Elle est appréciée de beaucoup de personne et se fait figure de la "nouvelle Afrique du Sud" car elle ne fait pas de différence entre les différentes ethnies. Après son agression, elle tombe en dépression mais décide de rester dans sa ferme même si elle reste une victime idéale pour les agresseurs (une femme blanche et seule dans un pays où les agressions sont quotidiennes et post ségrégation). Elle fait une succession de choix qui va la mener à perdre le contrôle de sa vie et à se soumettre à tout ce qu'il faut se soumettre "comme un chien" afin de pouvoir rester vivre dans sa ferme. Elle et son père subissent un cambriolage dans lequel les trois cambrioleurs violent Lucy, attentent à la vie de David et tuent presque tous les chiens. Ils partent avec la voiture du père. Lucy tombe enceinte à la suite de cet évènement et décide de ne pas avorter.

- Bev Shaw : elle est la femme travaillant à la clinique vétérinaire et qui s'occupe d'euthanasier les chiens de fourrière (elle n'est pas vétérinaire). Elle est mariée à Bill Shaw mais le trompe avec David Lurie de manière régulière dans la clinique vétérinaire, même si Lurie n'est pas attiré par elle. Elle est très sensible à la cause animale et tente d'apporter de l'attention aux chiens dans leurs derniers instants.

- Bill Shaw : peu évoqué dans le livre, il est particulièrement présent après l'agression de Lucy et David, il récupère Lurie à l'hôpital et l'héberge avec sa fille chez lui et Bev pour une nuit.

- Petrus : ancien employé de Lucy, il aménage la grange pour y vivre avec sa femme qui est enceinte et avec Pollux par la suite. Il devient copropriétaire et fait beaucoup de travail sur la ferme. Absent lors de l'agression, il est soupçonné par Lurie d'être de mèche avec les agresseurs. On découvriras par la suite qu'un des agresseurs fait partie de la famille de la femme de Petrus (Pollux) et qu'il le protège car il fait partie des "siens". Il a une seconde femme évoquée mais non présentée. Il mettra un ultimatum à peine caché, vers la fin du livre, afin que Lucy l'épouse à défaut de pouvoir épouser Pollux qui considéré trop jeune afin qu'elle soit protégée car sous une protection masculine.

- Pollux : un des trois agresseurs de Lucy, il est décrit comme un jeune "dérangé", il est violent et ne semble avoir aucun regret d'avoir violé Lucy ou cambriolé la maison. Reconnu pour la première fois par Lurie à la crémaillère de Petrus, il prend un air satisfait et fier mais Petrus s'oppose et jure ne pas le connaître. Il vient habiter dans la grange aménagée avec Petrus et espionne Lucy sous la douche, lorsque Lurie l'aperçoit et l'interrompt dans son espionnage en laissant Cathy l'attaquer, il les menace de mort et part en pleurant, se comportant comme un enfant.

- Les chiens de Lurie : dans le livre, on retrouve deux chiens qui s'associent à l'image du personnage principal. Dans un premier temps, on trouve Cathy (ou Kathy), un bulldog abandonné par ses propriétaires. Lurie l'appelle uniquement par des insultes et lui reproche sa lenteur mais il l'apprivoise au fur et à mesure. Elle est décrite comme "seule et abandonnée" par Lucy, tout comme Lurie est seul est a tout perdu après le conseil de l'université.

- Le chien sans nom : dans les derniers chapitres, Lurie se rapproche d'un chien qui a une difformité à une patte arrière. Il n'a pas de nom mais il devient une sorte de miroir de David Lurie dans le sens où il est le seul auquel il s'attache réellement. Dans la version originale, l'auteur et le personnage utilisent le pronom "he/him" masculin singulier au lieu de "it" , le neutre utilisé pour désigner les animaux.

## Résumé
Disgrâce raconte l'histoire de David Lurie, professeur à l'université du Cap en Afrique du Sud, deux fois divorcé, qui a une aventure avec l'une de ses étudiantes, Melanie Isaacs. Cela vient à se savoir et David passe rapidement devant une commission disciplinaire. Sans même attendre le jugement, David décide de quitter tout ce qu'il a pour se réfugier chez sa fille, Lucy.
Cette dernière vit dans une exploitation agricole dans la campagne de Grahamstown avec son associé, Petrus. David participe à la vie de la ferme en s'occupant des chiens recueillis, en faisant les marchés, etc. Il se trouve rapidement une occupation en travaillant avec Bev Shaw, une amie de Lucy qui soigne les animaux blessés et euthanasie les cas désespérés. Malheureusement, David et sa fille seront confrontés aux horreurs de la vie quotidienne dans une Afrique du Sud post-apartheid : viol, violence, etc.

## Analyse
Ce roman très sombre décrit avec une extrême froideur la société sud-africaine post-apartheid, dans laquelle aucune justice n'existe, laissant place à des horreurs en tout genre, sous le couvert d'un gouvernement impuissant. L'auteur utilise très peu de descriptions, il s'attache essentiellement aux personnages, à leurs relations, à leurs actions et à leurs états d'âme. Le roman est dans la tradition du bildungsroman ou roman d'apprentissage dans lequel le personnage principal évolue dans sa compréhension du monde environnant ou des autres personnages au fur et à mesure de la narration. C'est ici un homme mûr qui voit ses convictions s'ébranler et qui réalise son impuissance à agir sur le monde.
Disgrâce est le dernier roman de Coetzee avant son départ pour l'Australie.

## Adaptation au cinéma
- Disgrâce (film) (2008) de Steve Jacobs, avec John Malkovich, Jessica Haines et Eriq Ebouaney

## Adaptation au théâtre
- Disgrâce, (2012) mis en scène par Luk Perceval avec les comédiens du Toneelgroep
- Disgrâce, (2012) mis en scène par Kornél Mundruczó au Festival d'Avignon
- Disgrâce, (2016) mis en scène par Jean-Pierre Baro[1]